# Илья Ильич Обломов (персонаж)
Илья Ильич Обломов — главный герой романа И. А. Гончарова «Обломов». Это молодой дворянин тридцати с небольшим лет. От его фамилии произошло слово «обломовщина», ставшее нарицательным, и обозначающее застой.

## Образ героя
Роман И. А. Гончарова начинается с описания главного героя:
```
"Это был человек лет тридцати двух-трех от роду, среднего роста, приятной наружности, с темно-серыми глазами, но с отсутствием всякой определенной идеи, всякой сосредоточенности в чертах лица".
[
1
]
```

Про его внешний вид можно сказать, что он мягкий во всём: в чертах лица, в описании тела, его движениях, душе. Автор пишет, что Обломов обрюзг не по годам. Наш герой убежден, что идеальная жизнь — это безделье и беззаботность, что породило инертность и леность во всём его жизненном укладе. Обломову не нужно думать о заработке, так как он потомственный дворянин и имеет имение с доходом. Чин коллежского секретаря позволял ему занимать низшие руководящие должности, но Обломов проработав кое-как пару лет, уволился под предлогом болезни, что подчеркивает его ипохондрию.
Состояние покоя и апатии — его нормальное ежедневное состояние. Он часто погружается в задумчивость, не замечая происходящего вокруг, зевает во время бесед и постоянно лежит. Другие герои произведения подчеркивают его лень и бездеятельность.
```
"Лентяй ты, лентяй!"
[
2
]
 - говорит его Тарантьев.

"...ты выгнал труд из жизни..."
[
3
]
 - подмечает Штольц.
```

Обломов получил образование юриста, но при этом не пользовался своими знаниями. Читать он не любил, а больше раздумывал, мечтал и размышлял. Действия он вообще не любил и избегал их как мог. Не любил прогулки и балы, светская жизнь казалась ему скучной. Он понимал, что остановился в развитии, но его «ум и воля давно были парализованы, и кажется, безвозвратно…»
Он пытался что-то делать, носил в голове планы годами, но все решения откладывал на завтра, которое никогда не наступало. Трудности и перемены его пугали, потому он ничего в жизни до конца не доводил. Да и вообще привык с детства к тепличности условий.
```
"...я воспитан нежно, что я ни холода, ни голода никогда не терпел, нужды не знал, хлеба себе не зарабатывал и вообще черным делом не занимался... Разве я могу все это делать и перенести?.."
[
4
]
 - говорит он сам о себе.
```

Несмотря на такую леность и несостоятельность, Обломов является честным и добрым, доверчивым и наивным человеком. Чувство любви к нему пришло поздно, лишь в 33 года. Но даже любовь к очень деятельной девушке не вытаскивает Обломова из его привычного состояния.

## Мнения критиков
В. И. Одиноков определяет, что счастье Обломова граничит с бездной, которую необходимо преодолевать: «Он смутно понимал, что она (Ольга) выросла и чуть ли не выше его, что отныне нет возврата к детской доверчивости, что перед ними Рубикон и утраченное счастье уже на другом берегу: надо перешагнуть». То есть чтобы обрести счастье с Ольгой, ему необходимо было преодолеть бездну той рутинной жизни, которая его окружала и устраивала, и которую изменить он не мог.
А. В. Дружинин в своей статье пишет о любви к данному образу: «Он дорог нам как человек своего края и своего времени, как незлобный и нежный ребенок, способный, при иных обстоятельствах жизни и ином развитии, на дела истинной любви и милосердия… Он дорог нам по истине, какою проникнуто все его создание, по тысяче корней, которыми поэт-художник связал его с нашей родной почвою. И наконец, он любезен нам как чудак, который в нашу эпоху себялюбия, ухищрений и неправды мирно покончил свой век, не обидевши ни одного человека, не обманувши ни одного человека и не научивши ни одного человека чему-нибудь скверному».
Г. В. Мосалева подмечает, что весьма насыщенный внутренний мир героя знал только автор. Обломов никому не раскрывал душу, все другие герои знали лишь внешнюю сторону и судили по ней.
```
"Образ Обломова давно приобрел статус типичного явления. Герой перестает быть только литературным персонажем. Его имя отождествляет определенное поведение людей. Стремясь показать отстраненного от жизни помещика, Гончаров и представить себе не мог, что спустя много лет с Обломовым будут сравнивать огромное количество людей и даже упоминать о нем в фильмах. Споры о том, кто такой Обломов - герой положительный или отрицательный? - не утихают до сих пор. Что для него жизнь? Есть ли в ней смысл? Виноват ли в его смерти Штольц? - вечные и, возможно, не имеющие однозначного ответа вопросы,"
[
8
]
 - даёт умозаключение К.В.Смирнов
```

## Фильмография
В фильме «Несколько дней из жизни И. И. Обломова» 1979 года Обломова играет Олег Табаков, который получил приз «Золотой щит Оксфорда».